# Самфангкен
Самфангкен (*тай. สามฝั่งแกน; 1389 — після 1443) — 8-й володар держави Ланна у 1401—1441 роках.

## Життєпис
Син володаря Сенмуангма та Нанграї, представниці аристократичного роду. Замолоду був намісником Чіангсену на півночі. У 1401 році після смерті батька виступив проти старшого брата тхао Ікумкама, намісника Чіанграю. При цьому отримав допомогу за стрийка Мун Лока, чао-сімоена (віцекороля) Пхаяу. Ікумкам отримав допомогу від Сайлеутхая, володаря Сукхотая. Самфангкен вдалосоя завдати поразки суперникові, що втік до Сукхотаї. Прийняв тронне ім'я Сампрайя.
Невдовзі стикнувся з нападом північних племен хані, які оточили місто Чіангсен взимку у 1404/1405 року. Самфангкен, зібравши основні свої війська, виступив проти них. Зрештою завдав поразки хані, яких переслідував їх до Сіпсонг Панна. Для захисту від подальших нападів хані наказав звести місто Муангйонгхуай на північ від Чіангсена.
У наступні роки зберігав мир з сусідами протягом тривалого часу, за що отримав похвалу як мудрий правитель. Остаточно затвердив за Чіангмаєм статус основної столиці. Він призначив свого старшого сина тхао Ай махаупаратом (головним спадкоємцем), проте той помер через 4 роки.
Під час його правління було завершено будівництво ступи Ват Чеді Луанг. Його мати відвідувала місце щодня, щоб побачити, як просуваються роботи. Оскільки їх резиденція була в Бан Суан Хе на південний захід від міста, Самфангкен замовив для них нову міську браму — Суан Хе — вбудовану в міську стіну. Деякі історики вважають, що мова йде про Прату Суан Прунг (Суан Прунг Тор) на південному заході міста.
У 1434 році в Чіанграї під час грози блискавка влучила в Ват Чеді Луанг, де під завалами виявили статую Будди. Коли його поставили у вігарні храму, було помічено, що крізь щілину просочується зелене сяйво. Коли ліпнину було видалено, була виявлена статуя із зеленого нефриту, тепер шанованого як Смарагдового Будди. Самфангкен хотів відвезти її до своєї столиці на слоні, але вперта тварина вирішила вирушити в Лампанг, де статуя зберігалася в храмі Ват Пхра Кео Дон Тао наступні 32 роки.
У 1441 році він був повалений з сином тхао Локом під час його відсутності, а потім відправлений до Фанга. 1443 року за порадою Мун Лока його було повернуто до Чіангмаю, але не на трон. Про його подальшу діяльність нічого невідомо.